# Gran Premio de Australia de Motociclismo de 1997
El Gran Premio de Australia de Motociclismo de 1997 fue la decimoquinta prueba del Campeonato del Mundo de Motociclismo de 1997. Tuvo lugar en el fin de semana del 3 al 5 de octubre de 1997 en el Circuito de Phillip Island, situado en Phillip Island, Australia. La carrera de 500cc fue ganada por Àlex Crivillé, seguido de Takuma Aoki y Norifumi Abe. Ralf Waldmann ganó la prueba de 250cc, por delante de Max Biaggi y Olivier Jacque. La carrera de 125cc fue ganada por Noboru Ueda, Kazuto Sakata fue segundo y Tomomi Manako tercero.

## Resultados 500cc
| Pos. | Piloto              | Constructor | Tiempo    | Pts. |
| ---- | ------------------- | ----------- | --------- | ---- |
| 1    | Àlex Crivillé       | Honda       | 42:53.362 | 25   |
| 2    | Takuma Aoki         | Honda       | +2.268    | 20   |
| 3    | Norifumi Abe        | Yamaha      | +28.119   | 16   |
| 4    | Tadayuki Okada      | Honda       | +35.230   | 13   |
| 5    | Regis Laconi        | Honda       | +35.540   | 11   |
| 6    | Sete Gibernau       | Yamaha      | +35.678   | 10   |
| 7    | Yukio Kagayama      | Suzuki      | +35.770   | 9    |
| 8    | Alex Barros         | Honda       | +36.260   | 8    |
| 9    | Peter Goddard       | Suzuki      | +36.795   | 7    |
| 10   | Carlos Checa        | Honda       | +37.546   | 6    |
| 11   | Doriano Romboni     | Aprilia     | +37.761   | 5    |
| 12   | Jurgen vd Goorbergh | Honda       | +56.989   | 4    |
| 13   | Kirk McCarthy       | Yamaha      | +1:01.191 | 3    |
| 14   | Kenny Roberts Jr    | Modenas     | +1:02.256 | 2    |
| 15   | Alberto Puig        | Honda       | +1:02.500 | 1    |
| 16   | Jean-Michel Bayle   | Modenas     | +1:24.816 |      |
| 17   | Lucio Pedercini     | ROC Yamaha  | +1 Vuelta |      |
| 18   | Frederic Protat     | Honda       | +1 Vuelta |      |
| 19   | Laurent Naveau      | ROC Yamaha  | +1 Vuelta |      |
| Ret  | Jürgen Fuchs        | Elf 500     | Retirado  |      |
| Ret  | Nobuatsu Aoki       | Honda       | Retirado  |      |
| Ret  | Luca Cadalora       | Yamaha      | Retirado  |      |
| Ret  | Mick Doohan         | Honda       | Retirado  |      |
| Ret  | Juan Bautista Borja | Elf 500     | Retirado  |      |
| Ret  | Daryl Beattie       | Suzuki      | Retirado  |      |

- Pole Position: Mick Doohan, 1:33.135
- Vuelta Rápida: Mick Doohan, 1:34.113

## Resultados 250cc
| Pos. | Piloto               | Constructor | Tiempo    | Pts. |
| ---- | -------------------- | ----------- | --------- | ---- |
| 1    | Ralf Waldmann        | Honda       | 40:09.735 | 25   |
| 2    | Max Biaggi           | Honda       | +5.829    | 20   |
| 3    | Olivier Jacque       | Honda       | +27.251   | 16   |
| 4    | Takeshi Tsujimura    | Honda       | +27.639   | 13   |
| 5    | Tetsuya Harada       | Aprilia     | +27.926   | 11   |
| 6    | Troy Bayliss         | Suzuki      | +28.118   | 10   |
| 7    | Stefano Perugini     | Aprilia     | +29.038   | 9    |
| 8    | Tohru Ukawa          | Honda       | +43.594   | 8    |
| 9    | Sebastian Porto      | Aprilia     | +58.422   | 7    |
| 10   | Jeremy McWilliams    | Honda       | +1:05.476 | 6    |
| 11   | Osamu Miyazaki       | Yamaha      | +1:05.563 | 5    |
| 12   | Franco Battaini      | Yamaha      | +1:12.379 | 4    |
| 13   | Cristiano Migliorati | Honda       | +1:19.550 | 3    |
| 14   | Haruchika Aoki       | Honda       | +1:19.683 | 2    |
| 15   | Luca Boscoscuro      | Honda       | +1:19.740 | 1    |
| 16   | Luis d'Antin         | Yamaha      | +1:21.981 |      |
| 17   | Oliver Petrucciani   | Aprilia     | +1:40.671 |      |
| 18   | William Strugnell    | Honda       | +1 Vuelta |      |
| 19   | Simon Weeks          | Honda       | +1 Vuelta |      |
| 20   | Ben Reid             | Yamaha      | +1 Vuelta |      |
| 21   | Michael Clunie       | Yamaha      | +1 Vuelta |      |
| Ret  | Giuseppe Fiorillo    | Aprilia     | Retirado  |      |
| Ret  | Jamie Robinson       | Suzuki      | Retirado  |      |
| Ret  | Eustaquio Gavira     | Aprilia     | Retirado  |      |
| Ret  | José Luis Cardoso    | Yamaha      | Retirado  |      |
| Ret  | William Costes       | Honda       | Retirado  |      |
| Ret  | Emilio Alzamora      | Honda       | Retirado  |      |

- Pole Position: Max Biaggi, 1:34.789
- Vuelta Rápida: Ralf Waldmann, 1:35.409

## Resultados 125cc
| Pos. | Piloto             | Constructor | Tiempo     | Pts. |
| ---- | ------------------ | ----------- | ---------- | ---- |
| 1    | Noboru Ueda        | Honda       | 38:59.797  | 25   |
| 2    | Kazuto Sakata      | Aprilia     | +1.366     | 20   |
| 3    | Tomomi Manako      | Honda       | +1.866     | 16   |
| 4    | Roberto Locatelli  | Honda       | +1.903     | 13   |
| 5    | Gianluigi Scalvini | Honda       | +5.587     | 11   |
| 6    | Valentino Rossi    | Aprilia     | +18.953    | 10   |
| 7    | Lucio Cecchinello  | Honda       | +27.244    | 9    |
| 8    | Masaki Tokudome    | Aprilia     | +35.786    | 8    |
| 9    | Garry McCoy        | Aprilia     | +35.897    | 7    |
| 10   | Mirko Giansanti    | Honda       | +36.392    | 6    |
| 11   | Enrique Maturana   | Yamaha      | +36.404    | 5    |
| 12   | Masao Azuma        | Honda       | +36.466    | 4    |
| 13   | Jorge Martinez     | Aprilia     | +44.911    | 3    |
| 14   | Yoshiaki Katoh     | Yamaha      | +56.342    | 2    |
| 15   | Manfred Geissler   | Aprilia     | +56.529    | 1    |
| 16   | Steve Jenkner      | Aprilia     | +56.533    |      |
| 17   | Ángel Nieto Jr     | Aprilia     | +1:00.032  |      |
| 18   | Josep Sarda        | Honda       | +1:00.176  |      |
| 19   | Shahrol Yuzy       | Honda       | +1:26.735  |      |
| 20   | Jay Taylor         | Honda       | +1:32.022  |      |
| 21   | Hayden Bool        | Honda       | +1 Vuelta  |      |
| 22   | James Armstrong    | Yamaha      | +2 Vueltas |      |
| Ret  | Youichi Ui         | Yamaha      | Retirado   |      |
| Ret  | Xavier Soler       | Aprilia     | Retirado   |      |
| Ret  | William Strugnell  | Honda       | Retirado   |      |
| Ret  | Andrew Willy       | Yamaha      | Retirado   |      |
| Ret  | Peter Galvin       | Honda       | Retirado   |      |
| Ret  | Dirk Raudies       | Honda       | Retirado   |      |
| Ret  | Jaroslav Hules     | Honda       | Retirado   |      |
| Ret  | Gino Borsoi        | Yamaha      | Retirado   |      |
| Ret  | Frédéric Petit     | Honda       | Retirado   |      |

- Pole Position: Kazuto Sakata, 1:40.680
- Vuelta Rápida: Kazuto Sakata, 1:40.348